# 도 (철학)
도: 道 (칸지) (영어: dao, tao)의 일반 사전적인 의미는 '마땅히 지켜야 할 도리' 또는 '깊이 깨우친 이치'인데, 유가와 도가 등의 동양 종교사상의 전통에서 도(道)는 우주의 궁극적인 실재를 가리키는 것으로 여겨지고 있다. 즉, 도(道)란 천지만물에 선행해서 존재한 것으로, 천지만물을 창조해 내는 근원이며, 우주를 지배하는 대조화의 이법(理法) 즉 진리(眞理)인 것으로 본다. 불교 · 힌두교 등의 동양 종교사상의 전통에서는 도(道, 산스크리트어: mārga, 팔리어: magga, 영어: path)는 기본적으로 진리에 이르는 길을 의미하는데, 이 뜻에서 나아가 진리 그 자체를 의미하기도 한다.
동양인의 윤리 도덕의 근저에는 우주의 궁극적 실재 내지 우주의 이법 또는 그 이법을 깨닫는 길 또는 그 이법과 합치하는 길로서의 도(道)에 대한 사상이 자리잡고 있다고 할 수 있는데, 도교 · 불교 · 유교 등의 해석에는 차이가 있다. 예를 들어, 도교에서는 도(道)가 신격화되어서 최고신인 원시천존(元始天尊)으로 되었으며, 불교에서는 대부분의 경우에서 길의 의미로 해석되고 있는데 도가의 영향을 받아 특히 선종에서는 진리 자체를 뜻하는 것으로 해석되기도 한다. 이와 같이 도(道)에 대한 사상은 한국 · 중국 · 일본 · 인도 등 동양인의 세계관이나 역사관을 나타내는 것으로서 흥미로운 주제이다.
아래에서 각 종교는 가나다 순으로 나열되어 있다.

## 도와 본성
동양철학에서 도(道)는 근본적인 원리 또는 이치이며 사람의 본성(本性)을 가리키기도 한다. 본성은 불교에서 말하는 본래면목(本來面目)과 비슷한 말이다. 유교 경전인 《중용》에서는 "천명지위성(天命之謂性) 솔성지위도(率性之謂道) 수도지위교(修道之謂敎)"라 하여 하늘이 명한 성(性)을 따르는 것을 도(道)라 한다.

## 도교의 도
도교는, 도(道)는 인간의 지각(知覺)을 초월한 영묘한 것이고, 그 존재 형태는 무위자연(無爲自然)이라고 한다. 따라서 인간도 인위적인 일을 하지 않고 인지(人智)의 소산인 현상 세계의 차별(差別：制度規範·生死 등)을 넘어서 마음의 평안을 유지하는 것이 대우주의 조화에 이르는 길(道)이라고 설명한다.

## 불교의 도
불교 용어로서의 도(道)는 대표적인 뜻으로는 길 또는 진리를 뜻하는데, 구체적으로는 다음의 여러 가지 뜻이 있다.
1. 성도(聖道): 진리에 들어가는 길
2. 4성제의 도제(道諦): 괴로움의 소멸에 이르는 길
3. 4제 16행상(四諦十六行相) 가운데 하나
4. 유리(遊履) · 통입(通入)
5. 진리[諦]
6. 보리(菩提)
7. 능통(能通) 즉 능래왕(能來往: 능히 오고 감)

## 유교의 도
도교가 일체의 인위(人爲)를 피하려고 하는 것에 대해서 유교는 '도'라는 대우주의 이법은 대우주와 똑같은 구조의 '인간'이라는 소우주에도 잠재해 있으며, 이 인간 내부의 도(道理)를 찾아내어서 이에 따르는 것이 대우주의 조화＝'천(天)의 도(道)'에 따르는 일이라고 생각한다. 그리하여 도가가 '대도(大道)가 쇠퇴함에 인(仁)·의(義)가 출현했다'라고 비판하는 인(仁)·의(義)·예(禮)·지(智)·신(信)이라는 윤리 덕목의 실천이야말로 대우주의 조화＝천의 도에 이르는 '인(人)의 도'라 설파하고 있다.
또한 현상세계를 설명하기 위하여 음·양의 2원소를 드는 음양설(陰陽說), 목·화·토·금·수의 5요소를 드는 오행설(五行說)이 있다. 이것은 각기 들고 있는 원소나 요소로써 도의 존재를 그 현상에 따라 설명하는 입장이다.

## 같이 보기
- 아샤
- 브라흐만
- 누 (이집트 신화)
- 무극

## 참고 문헌
- 이 문서에는 다음커뮤니케이션(현 카카오)에서 GFDL 또는 CC-SA 라이선스로 배포한 글로벌 세계대백과사전의 내용을 기초로 작성된 글이 포함되어 있습니다.
- 운허.  동국역경원 편집, 편집. 《불교 사전》. |title=에 외부 링크가 있음 (도움말)